# Begonia woodii
Begonia woodii é uma espécie de Begonia nativa da ilha Palawan, nas Filipinas.